# Strikeforce Challengers: Gurgel vs. Duarte
Strikeforce Challengers: Gurgel vs. Duarte foi um evento de artes marciais mistas promovido pelo Strikeforce.  O décimo oitavo episódio do Challengers ocorreu em 12 de agosto de 2011 no Palms Casino Resort em Las Vegas, Nevada.
Milton Vieira estava originalmente escalado para encarar Bobby Green nesse card. No entanto, a luta foi desmarcada quando Green foi substituir Lyle Beerbohm contra Gesias Cavalcante no Strikeforce: Fedor vs. Henderson.